# Śāriputra
Śāriputra (sanscrito lett. "figlio di Śāri", devanāgarī: शारिपुत्र) o Sāriputta (pāli; fl. VI secolo a.C.) fu uno dei due principali discepoli di Gautama Buddha assieme a Maudgalyāyana (pāli: Moggallāna), le cui controparti femminili erano le monache Kṣema (pāli: Khemā) e Uppalavaṇṇā (pāli: Uppalavaṇṇā), le principali discepole del saṅgha femminile.

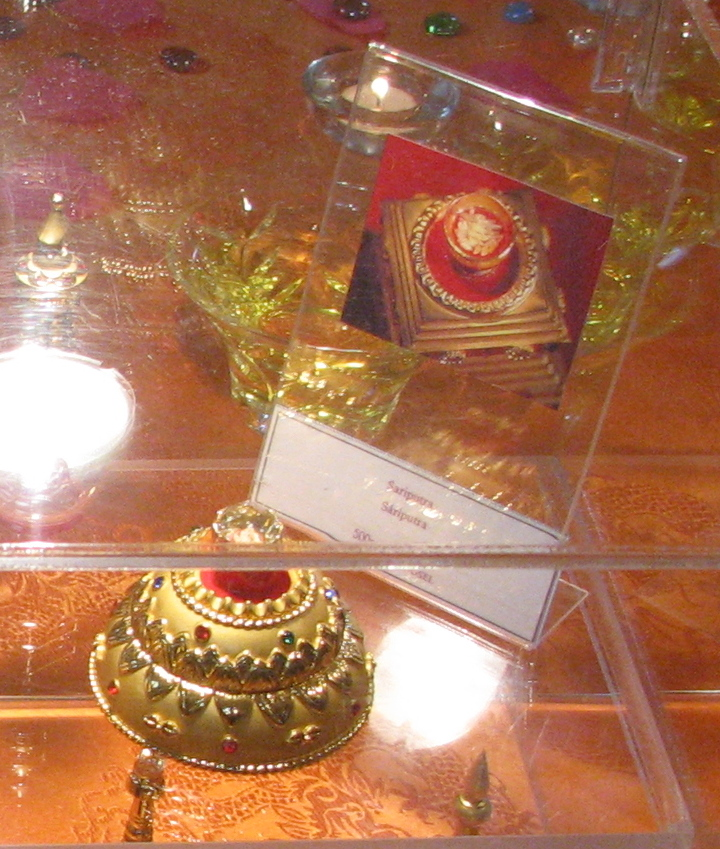
Śarīrāḥ di Śāriputra.

Śāriputra divenne arhat e fu dichiarato il discepolo "più saggio" (pāli: "etadaggam mahāpaññānam"), rinomato per i suoi insegnamenti.

## L'infanzia
I racconti tradizionali su Śāriputra lo collegano sempre al suo eterno compagno Maudgalyāyana. Secondo tali racconti, già all'epoca di un precedente buddha, il buddha Anavamadarśin (pāli Anomadassi), i due avrebbero fatto voto di rinascere come discepoli di un futuro buddha. Il Buddha Anavamadarśin gli avrebbe quindi preannunciato la rinascita durante l'era di Gautama Buddha.
Śāriputra nacque col nome di Upatisya (pāli: Upatissa, lett. "piccolo Tisya" dove "Tisya" indica una costellazione favorevole), da Vanganta e Rūpasāri, di casta brahmanica. Lo stesso giorno in cui nacque, in un villaggio vicino, Maudgalyāyana, anch'egli di casta brahmanica e appartenente ad una famiglia legata da numerose generazioni a quella di Śāriputra.
I due giovani crebbero in modo spensierato finché un giorno, durante una celebrazione festiva svolta sul Monte Giriguha, osservando le famiglie brahmane festeggiare le loro divinità, si interrogarono sulla possibilità di essere felici quando, nello spazio di qualche decennio, sarebbero tutti morti.
Śāriputra e Maudgalyāyana scelsero quindi la vita ascetica e si posero tra i seguaci di Sañjaya Belaṭṭhaputta, maestro spirituale che propugnava uno scetticismo agnostico ma non materialista.

## La conversione
Fu come śramaṇa senza fissa dimora che, vagando con la ciotola delle elemosine nei pressi di Rājagaha, incontrò Assaji, uno dei Pañcavaggiyā.

Incuriosito dal suo aspetto calmo e rilassato chiese il nome del maestro di Assaji e quali insegnamenti questi propugnasse. Dopo una iniziale ritrosia Assaji si risolse a descrivere gli insegnamenti in forma succinta, in una frase che tuttora viene utilizzata in ambito buddista per indicare gli insegnamenti del Buddha:
il Tathāgata la causa ha spiegato, e di questo oggetto ha spiegato anche la fine.
Questa è la dottrina del Grande Asceta ".»
Śāriputra, profondamente colpito, si recò da Maudgalyāyana spiegando quanto aveva udito e dicendosi certo di aver trovato il maestro in grado di porre fine alla loro ricerca spirituale. Così entrambi entrarono come bhikkhu nel Saṅgha buddista, seguiti da 250 discepoli, ottenendo poi lo status di arhat.

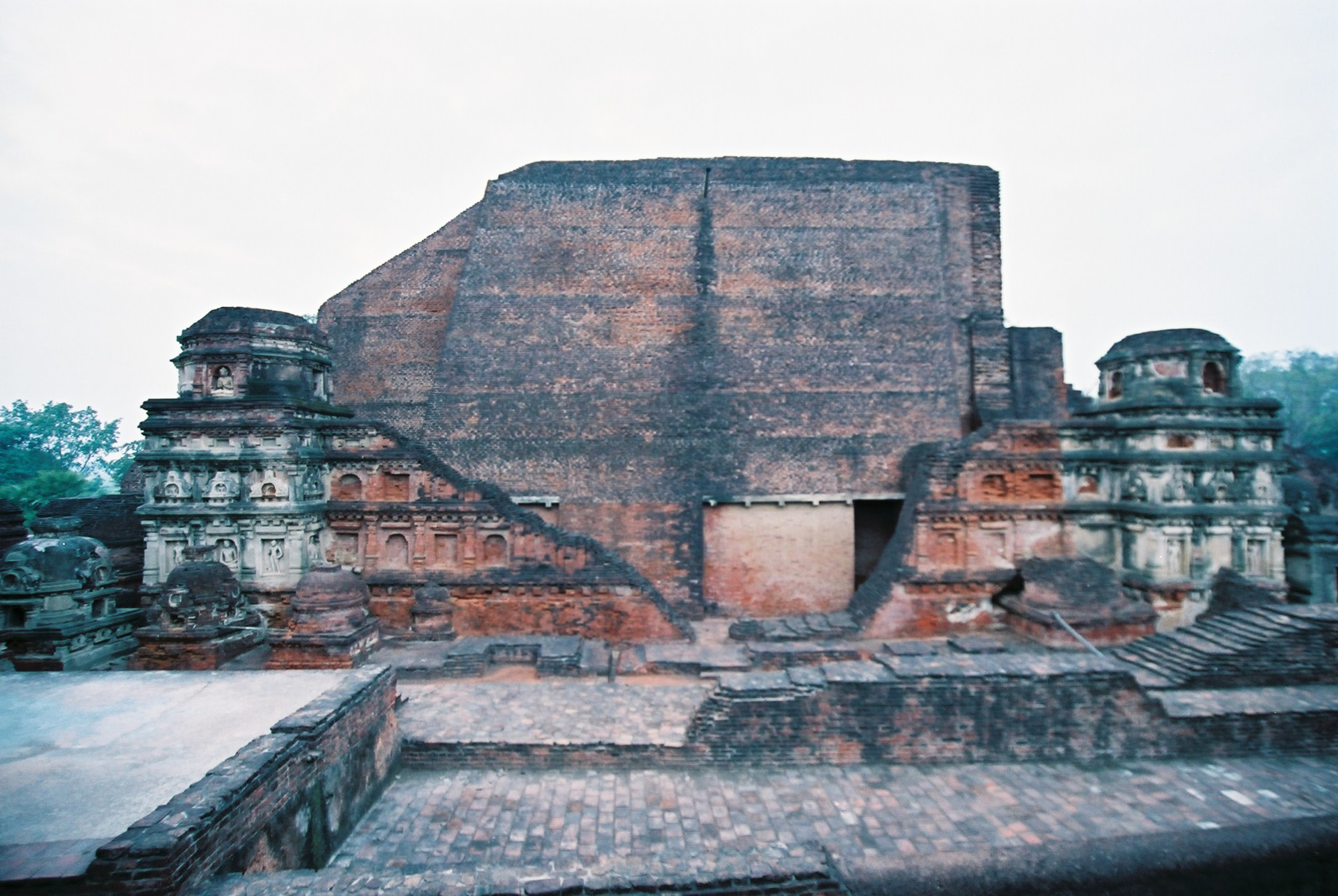
Lo stūpa di Śāriputra at Nālandā.

## La morte
Pochi mesi prima che il Buddha entrasse nel Parinirvāṇa Śāriputra cessò di vivere nel suo villaggio natale, Nalaka. Le sue ceneri furono offerte, su indicazione del Buddha, al re Ajātashatru. Questi edificò uno stūpa per commemorarle a Nālandā. In seguito lo stūpa fu aperto dal sovrano Aśoka e le śarīrāḥ di Śāriputra furono estratte e suddivise in molti altri stūpa nei vari luoghi soggetti all'impero Maurya. Verso il 400 il pellegrino cinese Fǎxiǎn registra che a Nālandā era ancora vivo il ricordo di Śāriputra e del culto a lui connesso presso il suo stūpa.
Nel 1851 Alexander Cunningham scoprì, nel terzo stūpa di Sāñcī, le śarīrāḥ di Śāriputra, che portò al Victoria and Albert Museum. Solo nel 1947 la Gran Bretagna concesse la loro restituzione. Dal 1952 una parte delle sono conservate a Sāñcī, una parte a Rangoon (presso lo Stūpa della Pace Kaba Aye Paya edificato per il Concilio Buddista Mondiale del 1954-56) e una terza parte a Colombo.
Tutt'oggi la tradizione popolare indiana identifica alla base del Picco dell'Avvoltoio, a Rajgir, la grotta in cui Śāriputra era solito meditare.